# カリメン
『カリメン』（カリメン）はRKB毎日放送（RKBラジオ）が2017年4月1日（土）から放送しているティーンエイジャー向けワイドバラエティ番組。

## 番組概要
NHK・民放連共同ラジオキャンペーン『#フクラジ』の流れを受け始動したもの。その名の通り高校生以下の若いリスナーをターゲットとし、部活動のように自分たちで作っていく番組というコンセプトを掲げている。仮運転免許証の略称「カリメン」を番組名としている。パーソナリティの役職名にはすべて「仮」が付いており、リスナーも「カリメンバー」と称している。
土曜時代はRKB放送会館のスタジオではなく天神きらめき通りサテライトスタジオから放送していた。Eメール・SNSのほか、土曜時代は留守番電話によるメッセージも受けており、電話番号はコーポももちはまから引き継いだものであった。その他、土曜時代は加藤が天神地区で声をかけた高校生たちの意見も紹介されていた。（彼らがスタジオに招かれることも少なくない）。また2017年9月9日の放送では、同日に行われた福岡県立新宮高等学校の体育祭を佐藤・加藤が訪れ、佐藤が部活動対抗リレーの実況を担当した時の音源が放送された。
TBSラジオ「爆笑問題の日曜サンデー」における「全日本ラジオ新番組選手権2017」において当番組が紹介された。
2023年3月24日を保って金曜日の放送を終了。代わって3月31日からは『服部さやかのシュンすぎ』（同番組の前枠にあたる『＃キューパレ～Kyushu Night Parade～』の木曜担当）が枠移動して放送される。

## 放送時間
- 火曜日 - 木曜日21:00 - 22:52（JST。2019年4月2日 - ）

『U18プロジェクト カリメン』から『カリメン』に改題の上放送枠拡大。RKBエキサイトホークスのクッション枠でもあるため、中継が延長された場合は、本番組は開始時間を繰り下げた上で放送時間を短縮する。
特に2020年9月10日（木）はRKBエキサイトホークス（東北楽天対福岡ソフトバンク、楽天生命パーク宮城）が雨天のため何回も中断し大幅に延長されたので23時19分から23時22分までの史上最短時間放送（3分間）を木曜パーソナリティ辻満里奈が行った。

### 過去の放送時間
- 土曜日 18:00 - 19:55（JST。2017年4月1日 - 9月16日）
- 土曜日 18:00 - 19:25（JST。2017年10月7日 - 2018年3月31日）
- 土曜日 18:00 - 19:55（JST。2018年4月7日 - 9月29日）
- 土曜日 17:50 - 19:25（JST。2018年10月6日 - 2019年3月30日）
- 金曜日 21:00 - 22:52（JST。2019年4月5日 - 2023年3月24日）

土曜時代はRKBエキサイトホークスとの兼ね合いで休止や短縮が生じる場合があった。

## パーソナリティ
- 仮パーソナリティ（いずれもRKBアナウンサー）
  - 冨士原圭希（火曜・2022年3月29日 - 、金曜・2020年10月2日 - 2022年3月29日）
  - 本田奈也花（水曜・2022年3月30日 - ）
  - 植草峻（木曜・2023年11月2日 - ）

帯番組への移行後、本来の仮パーソナリティが欠席する場合は別曜日の仮パーソナリティが代行する。（代打と呼ぶ）

### 過去のパーソナリティ
- 仮パーソナリティ
  - 佐藤巧（当時RKBアナウンサー） - 土曜の『U18プロジェクト カリメン』時代から担当していた。帯番組化後は木・金曜、2020年4月からは金曜のみ担当していたが、同年9月25日に卒業。2021年5月5日の放送では井口の代理を急遽務める。
  - 辻満里奈（当時RKBアナウンサー・2020年4月2日 - 2022年3月24日 木曜担当＆2022年4月1日 - 2022年9月23日 金曜担当）
  - 井口謙（RKBアナウンサー・2019年4月-火水担当 -＆2022年3月31日 - 2023年10月26日は木曜担当、2024年8月7日、14日は本田の代役を担当。）
- コーナー出演
  - 熊沢世莉奈

以下の4名は土曜時代のみ出演。加藤以外の3名は土曜での放送終了以降、放送枠上の後番組『わなびぃず!』に出演。
- 仮アシスタント…植村友紀（佐藤がスポーツ中継との兼ね合いで欠席した場合は進行を代行していた）
- 仮顧問…加藤淳也
- 仮リポーター…上田知佳、明光院昌子

## コーナー

### 現在
- カリトレ
- カリメンウィークリーティーチャー
- RKB50ニュース・天気予報
- THE SUPERSENTAI TIME,（火曜）
- 恋の和歌さわぎ（火曜・隔週）
- 無知ノッチ（火曜・隔週）
- ナナカマナマナ（水曜）
- カリメンナンデモベスト3（水曜）
- なぞなぞシュン（木曜）
- 恐怖郵便（木曜）（夏限定）

### 箱番組
- てんご（火曜）
- カラフルハイスクール 本音で語ろう!（火曜）

### 過去
- アカッパジ!恥ずかし学園
- カリメンミーティング
- 恋のカリ騒ぎ
- 未成年の主張
- U18カリメンに聞け
- 留守電の主張
- 叫びの壺
- GTO（グレートティーチャー 親）
- 植村、部活辞めないでよ!（ウエスト提供）
- 突撃！カリ入部!
- カリフォンショッキング
- 街角恋愛カリキュラム
- スナッピーのアオハルみつけ隊（火曜 - 木曜）
- たまき遺産（火曜）
- 空想労働シリーズ サラリーマン（火曜）
- 今夜のおかず（水曜）
- 8限目誕生日（水曜）
- 週刊んー（水曜）
- 箱推し井口くん（水曜）
- せりーぬスマイルでがんばりーぬ（月2回・水曜）
- つじまりと話そう（不定期・木曜）
- マリコイノコイクラ（不定期・木曜）
- 夜の異世代交流会（木曜）
- つじまりゲームレビュー（不定期・木曜）
- ちょっとだべってみませんか?（不定期・木曜）
- たまたま青春したいんです（不定期・金曜）
- 金曜ピッチサイドトーク（金曜・箱番組）
- つじまりイングリッシュ（金曜）
- ぐちぐちFight（金曜）
- カリメンデンゴンバン（金曜）
- ほんななと話そう（不定期・金曜）
- クイズ! 井口謙（木曜）
- カリメン討論会（木曜）

## 特別番組
- カリメン（2019年11月20日 23:56〜）[3]

RKBテレビにて放送された特別版。ゲストはベッド・インと辻満里奈。
- 年越しだよ!おつカリメ〜ン!!全員集合!!!（2019年12月31日 21:00 - 25:00）[4]
- 年越しだよ!おつカリメ～ン!!全員集合!!!（2020年12月31日 21:00 - 25:00）[5]。

## てんご
2020年3月31日より火曜22:05 - 22:15に開始されたフロート番組。2.5次元ミュージカルで活躍する俳優のトークを届ける。

### 出演
- 本田礼生

## カラフルハイスクール 本音で語ろう!
2021年4月1日より木曜22:05 - 22:15に開始されたフロート番組。高校生と一緒に身近な｢多様性｣について考える番組。2022年4月現在は金曜22:05 - 22:15に放送されている。

### 出演
- アン・クレシーニ
- 冨士原圭希

## 金曜ピッチサイドトーク
ヴィッセル神戸・アビスパ福岡の応援情報番組で、RKBラジオでは金曜カリメン内のフロート番組として、MBSラジオでは金曜深夜2:30から放送されている。両チームの情報を中心に関西・九州のサッカー情報を伝える。

### 出演
- 林智美 - Jリーグ公式ピッチサイドリポーター